# Das Kainszeichen
Das Kainszeichen ist ein deutscher Stummfilm aus dem Jahr 1917 von Richard Oswald.

## Handlung
Der wohlhabende Werner Jensen hat in seinem Testament festgelegt, dass seine beiden Neffen Herbert und Jakob Jensen sowie Herberts Tochter Felicitas Jensen in den Genuss seines Erbes kommen sollen. Das passt Jakob Jensen überhaupt nicht, hat er es doch auf das ganze Erbe abgesehen. Tatsächlich gelingt es ihm, das gesamte Erbe zu erschleichen. Fünf Jahre darauf will er sein Vermögen weiter vermehren, und zwar durch die Eheschließung mit Therese van Eick, der Tochter eines wohlhabenden Grund- und Gutsbesitzers. Doch er wird von Therese zurückgewiesen. Daraufhin überfällt Jakob Therese und vergewaltigt sie. Derart entehrt, sieht ihr Vater als einzige Möglichkeit der Wiedergutmachung die Selbstjustiz und schießt Jakob, ohne dass es dafür Zeugen gibt, kurzerhand nieder.
Dessen Bruder Herbert wird als Mörder verhaftet, da man Zusammenhänge mit den alten Testamentsstreitigkeiten, aus denen Jakob als ruchloser Sieger hervorging, vermutet. Herbert wird vor Gericht gestellt. Schließlich wird er freigesprochen. Dennoch bleibt an ihm das Kainszeichen haften – der Verdacht, den eigenen Bruder, wie einst Kain den Abel, ermordet zu haben. Herbert gilt gesellschaftlich als geächtet und muss fortan zahlreiche Demütigungen, Verdächtigungen und andere Leiden ertragen. Diese Zeit findet erst ihr Ende, als sich der alte van Eick selbst anzeigt und die Tötung eingesteht.

## Produktionsnotizen
Nach den Dreharbeiten im Herbst 1917 passierte Das Kainszeichen im Dezember desselben Jahres die Zensur und wurde mit Jugendverbot belegt. Die Uraufführung des je nach Schnittfassung vier-, fünf- oder sechsaktigen Films erfolgte im März 1918 Berliner Tauentzienpalast. Die in Wien gezeigte Fassung war um einige Minuten länger als die deutschen Fassungen.

## Kritik
Paimann’s Filmlisten resümierte: „Stoff ausgezeichnet. Spiel, Photos und Szenerie sehr gut.“